# Pilar Lastra
Pilar Montserrat Lastra (15 de enero de 1981) es una modelo estadounidense. Fue Playmate del Mes en agosto de 2004 para Playboy. 
Lastra fue una de las modelos para el programa de juegos de la NBC, Deal or No Deal. Cuando el show empezó, ella tenía el maletín #26, y después el #8, pero más tarde tuvo el maletín #14. En abril de 2006, Lastra y las otras 25 modelos de Deal or No Deal fueron clasificadas conjuntamente por la revista People en su anual de las 100 Personas Más Bellas.
Ella también trabaja para Sirius Satellite Radio presentando The Playmate Hour en Playboy Radio (con Miriam Gonzalez quien fue Playmate del Mes en marzo de 2001), y escribió uno de los capítulos de una novela por entregas en la página web Sirius (junto a otros talentos Sirius) llamada, "Naked Came the Summer."

## Filmografía y series de televisión
- Las Vegas - Take the money and run (2005) Fleeting Cheating Meeting (2007) ... Pomona
- Deal or No Deal (2005) .... Modelo #26, después Modelo #8, y después Modelo #14
- The Last Great Infomercial (2005) .... Tiffany Brittany
- Murder on the Yellow Brick Road (2005) (posproducción) .... Gabrielle Mendez
- No Rules (2005) .... Jennifer
- The Girls Next Door - I'll Take Manhattan (2005) .... Ella misma
- Playboy Video Playmate Calendar 2005 (2004) .... Ella misma
- Malibu Spring Break (2003) .... Gloria